# Amore che salva
Amore che salva (The Turning Point) è un cortometraggio muto del 1912. Il nome del regista non viene riportato nei credit del film interpretato da Francis X. Bushman, Lily Branscombe, Eleanor Blanchard.

## Trama
La vedova Baker riceve cinquemila dollari dalla ferrovia per i diritti di passaggio sui suoi terreni. Dopo avere depositata questa somma nella banca del paese, legge la pubblicità di una società di miniere d'oro che attira la sua attenzione e decide di investire il suo denaro in questa impresa, senza sospettare che si tratti di una società truffaldina. La vecchia signora, però, commuove Dan Walton, l'incaricato delle trattative che quando la donna se ne va, annuncia ai complici che le restituirà il maltolto. Gli altri cercano di ostacolarlo ma lui, pistola alla mano, li tiene a bada e si reca dalla signora per renderle il denaro. Lei gli dà la sua benedizione e lui, uscendo, si rende conto di non avere neanche i soldi per il biglietto del treno, ma è comunque felice per essersi dimostrato un uomo onesto.

## Produzione
Il film fu prodotto dalla Essanay Film Manufacturing Company.

## Distribuzione
Distribuito dalla General Film Company, il film - un cortometraggio in una bobina - uscì nelle sale cinematografiche statunitensi il 5 marzo 1912. In Italia venne distribuito dalla Pathé nel 1914.